# Выборгское воззвание
«Вы́боргское воззва́ние» — принятое в литературе название обращения от 9 (22) июля 1906 года «Народу от народных представителей», составленного в городе Выборге и подписанное значительной группой депутатов Государственной Думы I созыва через 2 дня после её роспуска указом Императора Николая II. Воззвание призывало к пассивному сопротивлению властям (гражданскому неповиновению) — не платить налоги, не ходить на военную службу и т. д.

## История составления и содержание воззвания
Совещание бывших членов I Государственной думы проходило 9—10 (22—23 июля) 1906 года в выборгской гостинице «Бельведер»; участвовало около 220 бывших депутатов из всех думских фракций. Редакционную комиссию возглавил М. М. Винавер; рассматривалось 2 проекта: от лидера кадетов П. Н. Милюкова и от трудовиков. За основу был взят проект Милюкова.
После сообщения об обстоятельствах неправомерного, с точки зрения собравшихся, роспуска Думы авторы воззвания призывали к гражданскому неповиновению правительству:
Граждане! Стойте крепко за попранные права народного представительства, стойте за Государственную Думу. Ни одного дня Россия не должна оставаться без народного представительства. У вас есть способ добиться этого: Правительство не имеет права без согласия народного представительства ни собирать налоги с народа, ни призывать народ на военную службу. А потому теперь, когда Правительство распустило Государственную Думу, вы вправе не давать ему ни солдат, ни денег.
Под воззванием стояла дата 9 (22) июля 1906 года и подписи 180 депутатов Думы.
Кадет князь В. А. Оболенский позднее вспоминал:
Когда мы [В. А. Оболенский и Н. А. Бородин] несли текст воззвания в типографию, мы встретили нашего знакомого киргиза Алихана Букейханова. Оказалось,  что, избранный  депутатом  от  Акмолинской области, он добрался до Петербурга лишь после роспуска Думы и,  узнав,  что  мы  в  Выборге,  приехал  нас  разыскивать.  Мы  сообщили  ему,  что и в Выборг он опоздал.
—  Ну, что  же  делать,  — покорно сказал он,  — пойду с  вами в типографию.

В  типографии он с  нами  дождался первого оттиска воззвания, держал  его  корректуру,  а  затем  не  поморщившись подписал.  Так,  не  побывав ни на одном заседании Думы  и  не  участвуя  в  составлении Выборгского воззвания, он, можно сказать, не солоно хлебавши, попал на скамью подсудимых, а  затем в тюрьму, лишившись избирательных прав вплоть до революции 1917 года.
По воспоминаниям кадетки А. В. Тырковой-Вильямс, из кадетов только один Е. И. Кедрин исполнил наказ Выборгского воззвания, отказавшись платить налоги.

## Уголовный процесс над подписавшими
16 (29) июля против подписавших «Воззвание» бывших членов Государственной думы было начато уголовное преследование: 167 бывших депутатов были преданы суду Особого присутствия Санкт-Петербургской судебной палаты.
Как свидетельствует в своих мемуарах один из адвокатов обвиняемых, член кадетской партии Василий Маклаков (он не был депутатом 1-й Думы и поэтому воззвание не подписывал, впоследствии он его осуждал) у стороны защиты была «благоприятная почва» для работы. В деяниях подсудимых не было статьи 129, которую им вменяли: «выборжцы» были виновны в составлении, но не распространении воззвания. С точки зрения уголовной здесь была громадная разница: за одно «составление» подсудимых не могли лишить политических прав. Но суд неумолимо гнул свою линию. Ещё один адвокат подсудимых, Осип Пергамент, в своей речи заявлял, что «венок славы подсудимых так пышен, что даже незаслуженное страдание не вплетет в него лишнего листа.… Но если нужно произвести над ними насилие, то зачем же к насилию над людьми прибавлять ещё насилие над законом?»
«В этом споре моральная победа была одержана адвокатами, хотя судей они не убедили», — заключает по этому поводу В. Маклаков.
Подавляющее большинство из преданных суду были осуждены на три месяца тюремного заключения и лишены избирательных прав. Таким образом они лишились также права заниматься легальной политической деятельностью и в дальнейшем не могли стать депутатами Государственной Думы. Из 169 обвиняемых только трое (И. Д. Бугров, С. П. Притула и А. Л. Шемякин) были оправданы. Первым двум из них удалось в ходе следствия предоставить неопровержимое алиби. А про А. Л. Шемякина выяснилось, что при публикации воззвания за его подпись приняли подпись В. М. Шемета, который был привлечён к ответственности вместо него.

## Некоторые из подписавших обращение

### Руководство Думы
- Муромцев, Сергей Андреевич, председатель Думы, член фракции кадетов.
- Долгоруков, Пётр Дмитриевич, товарищ (заместитель) председателя, член фракции кадетов.
- Гредескул, Николай Андреевич, товарищ (заместитель) председателя, член фракции кадетов.

### Фракциякадетов
1. Айвазов, Артемий Гаврилович
2. Афанасьев, Клавдий Иванович
3. Балахонцев, Сергей Петрович
4. Балясников, Василий Фёдорович
5. Бородин, Николай Андреевич
6. Бремер, Арвид Оттонович
7. Брук, Григорий Яковлевич
8. Букейханов, Алихан Нурмухамедович
9. Быстров, Павел Александрович
10. Винавер, Максим Моисеевич — член редакционной комиссии воззвания от фракции кадетов[7].
11. Волкович, Алексей Онуфриевич
12. Вязлов, Андрей Григорьевич
13. Геллат, Карл Петрович
14. Герценштейн, Михаил Яковлевич — убит вскоре после роспуска Думы
15. Деларю, Михаил Данилович
16. Долгоруков, Пётр Дмитриевич
17. Езерский, Николай Фёдорович
18. Замыслов, Иван Васильевич
19. Земцов, Михаил Евстафиевич
20. Иваницкий, Фёдор Игоревич
21. Имшенецкий, Яков Кондратьевич
22. Иоллос, Григорий Борисович — убит до окончания суда
23. Исупов, Александр Евграфович
24. Кедрин, Евгений Иванович
25. Карандашев, Василий Егорович
26. Каценельсон, Нисон Иосифович
27. Квасков, Михаил Александрович
28. Ковалевский, Николай Николаевич
29. Кокошкин, Фёдор Фёдорович — член редакционной комиссии воззвания от фракции кадетов[7].
30. Колокольников, Степан Иванович
31. Комиссаров, Михаил Герасимович
32. Котляревский, Сергей Андреевич
33. Крылов, Пётр Петрович
34. Куликов, Михаил Фёдорович
35. Лебедев, Михаил Дмитриевич
36. Левин, Шмария Хаимович
37. Ледницкий, Александр Робертович
38. Набоков, Владимир Дмитриевич
39. Некрасов, Константин Фёдорович
40. Нечаев, Виктор Саввич
41. Новгородцев, Павел Иванович
42. Обнинский, Виктор Петрович
43. Оболенский, Владимир Андреевич
44. Огнёв, Николай Васильевич
45. Огородников, Николай Александрович
46. Петражицкий, Лев Иосифович
47. Петрункевич, Иван Ильич
48. Петрункевич, Михаил Ильич
49. Розенбаум, Семён Яковлевич
50. Рутцен, Александр Николаевич фон
51. Садырин, Павел Александрович
52. Сафонов, Пётр Алексеевич
53. Сицинский, Леопольд Егорович
54. Скульский, Дмитрий Аркадьевич
55. Толстой, Пётр Петрович
56. Туманян, Левон Филиппович
57. Тыниссон, Яан
58. Чаксте, Янис
59. Шаховской, Дмитрий Иванович
60. Шершеневич, Габриэль Феликсович
61. Шефтель, Михаил Исаакович
62. Ширков, Николай Владимирович — член фракции, но не член партии
63. Штейнгель, Фёдор Рудольфович
64. Щепкин, Евгений Николаевич
65. Якушкин, Вячеслав Евгеньевич
66. Яновский, Василий Васильевич
67. Яснопольский, Леонид Николаевич
68. Хрущов, Александр Григорьевич

### Фракциятрудовиков
1. Андреев, Александр Алексеевич
2. Баратов, Иосиф Александрович
3. Бондарев, Сергей Иванович — член редакционной комиссии воззвания от фракции трудовиков[7].
4. Брамсон, Леонтий Моисеевич
5. Буслов, Фёдор Ефимович
6. Бычков, Иван Дмитриевич
7. Вихарев, Василий Сильвестрович
8. Возовик, Алексей Никитич
9. Волков, Тимофей Осипович
10. Врагов, Василий Фёдорович
11. Галецкий, Иван Владиславович
12. Гудилин, Максим Константинович
13. Дитц, Якоб Егорович
14. Дьяченко, Максим Фёдорович
15. Дюмаев, Пётр Евдокимович
16. Жилкин, Иван Васильевич — член редакционной комиссии воззвания от фракции трудовиков[7].
17. Зубченко, Гавриил Леонтьевич
18. Кальянов, Павел Васильевич
19. Корнильев, Сергей Михайлович
20. Крюков, Фёдор Дмитриевич
21. Кубилис, Иосиф Иосифович
22. Кузнецов, Иван Осипович
23. Кутоманов, Михаил Данилович
24. Локоть, Тимофей Васильевич
25. Недоносков, Владимир Васильевич
26. Николаевский, Николай Фёдорович
27. Онипко, Федот Михайлович
28. Седельников, Тимофей Иванович
29. Сеффер, Фёдор Афанасьевич
30. Соломка, Илларион Егорович
31. Ушаков, Алексей Николаевич
32. Шапошников, Григорий Никитич — товарищ секретаря Думы.
33. Шилихин, Иван Осипович

### Фракция социал-демократов
1. Антонов, Иван Иванович
2. Выровой, Захарий Иванович — секретный сотрудник полиции
3. Гомартели, Иван Гедеванович
4. Джапаридзе, Сергей Давидович — член редакционной комиссии воззвания от фракции социал-демократов[7]
5. Ершов, Пётр Андреевич
6. Жордания, Ной Николаевич — глава социал-демократической фракции, член редакционной комиссии воззвания от фракции социал-демократов[7].
7. Ишерский, Владимир Иванович
8. Рамишвили, Исидор Иванович
9. Рогов, Василий Михайлович
10. Савельев, Иван Феоктистович, наборщик из Москвы

### Мусульманская фракция
1. Алкин, Сеид-Гирей Шагиахметович, член бюро мусульманской фракции.
2. Ахтямов, Абуссугуд Абдельхаликович, член бюро мусульманской фракции.
3. Джантюрин, Салимгирей Сеидханович
4. Зиятханов, Исмаил Хан Абульфат Хан оглы
5. Топчибашев, Алимардан-бек, председатель мусульманской фракции.

### Фракция автономистов
1. Витковский, Пётр Иосифович, литовская секция, также член Польского коло
2. Шемет, Владимир Михайлович, член Украинской народной партии

### Фракцияпартии Демократических реформ
1. Урусов, Сергей Дмитриевич
2. Федоровский, Владимир Капитонович